# عالضيعة
عالضيعة هي أغنية أدتها الفنانة صباح ولحنها محمد عبد الوهاب وكتبها توفيق بركات.

## كلماتها
عالضيعة يما عالضيعة          ---        وديني وبلا هالبيعة 

جينا نبيع كبوش التوت         ---         ضيعنا القلب ببيروت 

يا شماتة شباب الضيعة 

ليمن بدنا نحكي قصتنا         ---          يا مصيبتنا ويا جرستنا 

هالشب اللسبب لوعتنا          ---        بايع قلبو تنعشر بيعة 

جينا نبيع كبوش التوت         ---        ضيعنا القلب ببيروت 

يا شماتة شباب الضيعة 

غلطنا اللي بنظرا حبينا       ---          يا ريت شوي تروينا 

نحنا  كل الحق علينا          ---          عمرا ما كانت هالبيعة
 
جينا نبيع كبوش التوت         ---       ضيعنا القلب ببيروت 

يا شماتة شباب الضيعة